# Six Flags AutoWorld
Ne doit pas être confondu avec Autoworld.
Six Flags AutoWorld était un parc d'attractions couvert situé à Flint, dans le Michigan, aux États-Unis.
Le parc, ouvert en juillet 1984 était dans un premier temps dirigé par la compagnie Six Flags. Dans cette même année, le parc fut refermé à la suite d'une faillite de l'entreprise. Après un nouvel essai durant l'été 1985, le parc fut finalement démoli en 1997 et le terrain vendu à l'Université Michigan-Flint.
Le parc présentait comme thème l'univers automobile. Le grand dôme comportait en son centre une grande roue et autour d'elle des carrousels. 
AutoWorld est visible dans le film Roger et moi de Michael Moore, sorti en 1989. Le démontage du parc a également été filmé et apparaît dans le film documentaire The Big One, du même Michael Moore et sorti en 1997.